# Chiesa-oratorio dell'Addolorata
La chiesa-oratorio dell'Addolorata a Pontegana, frazione di Balerna, è un edificio di culto in stile tardobarocco realizzato durante il terzo quarto del Settecento. La pianta è a croce latina. La collocazione odierna vede la chiesa attorniata da centri commerciali, svincoli autostradali e linee ferroviarie.

## Storia
La chiesa-oratorio fu forse edificata sulle fondamenta di un precedente oratorio intitolato a Ilario di Poitiers e documentato dal 1399. La collina su cui è eretta era comunque abitata da tempo, come attestato da alcuni sarcofagi di epoca romana. Le prime notizie storiche relative alla frazione risalgono al 789. Nell'alto medioevo vi sorgeva una fortificazione, che nel 1224 risulta ormai distrutta (si tratta del castello di Pontegana e i suddetti sarcofagi romani sono incassati nelle fondamenta di una torre, unico resto visibile del castello). Il saccheggio e il riutilizzo della muraglia durò fino al XIX secolo, in particolare per la messa in opera dei cordoli della strada cantonale all'epoca in costruzione.

## Descrizione

### Esterno
Il campanile si trova a nord del coro. Su esso troviamo 3 campane datate 1907 fuse dalla fonderia di Angelo Bianchi. Le 3 campane sono in tonalità Mi4, Fa#4, Sol#4, purtroppo elettrificate recentemente. Sulla torre campanaria troviamo ancora la tastiera per suonare a festa per le festività.

### Interno
All'interno, la navata è sovrastata da due cupole con pennacchi.
L'interno è decorato con affreschi e tele, per lo più dedicati a Maria e alla Passione di Cristo. Nella volta della prima campata si trova un Trionfo della Croce, mentre ai lati stanno due grandi tele del XVIII secolo, raffiguranti una deposizione nel sepolcro e una Presentazione di Maria al tempio. Nella controfacciata sta una Maria Addolorata (che dà il nome alla chiesa), affresco di forma ovoidale dell'inizio del XVII secolo.
Nella seconda cupola si trovano degli affreschi illusionistici e le Virtù cardinali nei pennacchi, oltre a quattro scene della vita di Maria, realizzate nel 1939 ad opera dell'artista Mario Gilardi (originario di Brè-Aldesago).
Vi è poi una pala raffigurante l'Addolorata, di Pietro Antonio Magatti (1691-1767), del 1725.
La chiesa contiene anche quattro dipinti su tavola di Guido Gonzato: una fuga in Egitto, una deposizione, Gesù fra i dottori e l'incontro con la Madre.